# Piccola Intesa

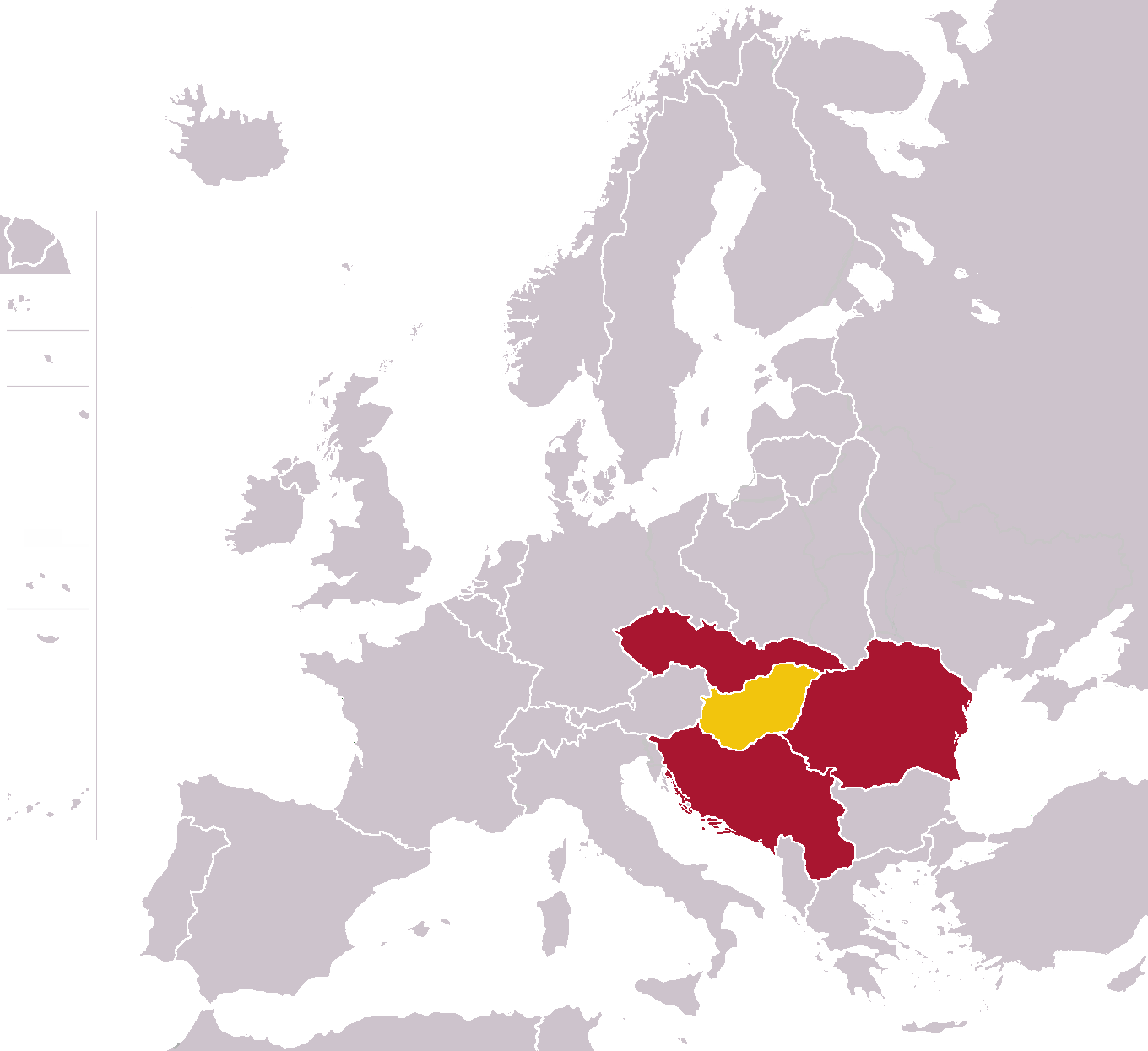
Con la Piccola Intesa (in marrone) gli stati membri fecero fronte comune contro le pretese territoriali dell'Ungheria (in giallo)

Piccola Intesa fu un sistema di alleanze tra Cecoslovacchia, Jugoslavia e Romania nel periodo interbellico, che ebbe come scopo principale la difesa dall'irredentismo ungherese.

## Storia
L'Intesa trasse le sue origini da un'alleanza (stretta il 14 agosto 1920) tra la Cecoslovacchia e il Regno dei serbi, croati e sloveni, cui si aggiunse l'anno successivo la Romania (trattato di alleanza con la Cecoslovacchia, 23 aprile 1921, e con il Regno dei serbi, croati e sloveni, 7 giugno 1921).
L'alleanza sembrò stringersi ulteriormente, (patto di organizzazione, 1933), con la creazione di organi di consultazione  permanenti, ma iniziò a decadere a partire dal 1936 con il progressivo avvicinamento della Jugoslavia e della Romania alla Germania nazista. Nel 1937 i tre paesi celebrarono l'alleanza con un'emissione congiunta di francobolli; tuttavia con l'accordo di Monaco del 1938, che segnò l'inizio dello smembramento della Cecoslovacchia e svelò l'inconsistenza della garanzia francese, il patto cessò di esistere.

## Le ragioni politiche
Dal punto di vista della politica estera tutti e tre gli stati firmatari ebbero il sostegno esterno della Francia, per la quale la Piccola Intesa costituiva un baluardo essenziale per il mantenimento del nuovo status quo dell'area danubiana. Anche la Polonia, ricostituita in seguito alla prima guerra mondiale, vedeva nell'alleanza una garanzia di buon vicinato e di neutralizzazione degli ex Imperi centrali.
La Piccola Intesa si rivolgeva soprattutto contro l'Ungheria, che in seguito alla prima guerra mondiale aveva dovuto cedere gran parte dei propri territori ai nuovi stati confinanti e che pertanto mirava alla revisione del trattato di pace del Trianon. In secondo luogo la Piccola Intesa mirava ad impedire la restaurazione asburgica nell'Europa danubiana. Il patto, puntando all'isolamento diplomatico e al contenimento politico del vicino ungherese, intendeva prevenirne appunto le istanze revisionistiche.